# Tòa án Hiến pháp Liên bang Đức
Tòa án Hiến pháp Liên bang (tiếng Đức: Bundesverfassungsgericht – BVerfG) là tòa án hiến pháp của nước Cộng hòa Liên bang Đức. Được xem là người bảo vệ Hiến pháp Đức (luật cơ bản), tòa có nhiệm vụ song đôi, một mặt là cơ quan hiến pháp độc lập và mặt khác là một phần của quyền lực tư pháp quốc gia trên lãnh vực đặc biệt của luật hiến pháp và công pháp quốc tế. Thông qua các phán quyết của tòa, tòa đóng vai trò là người diễn giải cuối cùng của hiến pháp, cung cấp một giải thích có tính ràng buộc của văn bản hiến pháp.
Ở Đức, không có tòa án tối cao duy nhất. Thay vào đó, các vụ án được xử lý bởi 5 tòa án liên bang cấp cao, tùy thuộc vào bản chất và phạm vi của chúng. Tòa án Hiến pháp Liên bang Đức có quyền hạn giải thích cuối cùng và khuyến nghị sửa đổi Hiến pháp Đức, là tòa án cao nhất trên thực tế của Đức, vì tòa có thể tuyên bố cả luật pháp liên bang và nhà nước là không hiệu quả hoặc vi phạm hiến pháp, tòa có thể đảo ngược các hành vi, luật và quy định của tất cả các cấp hành chính hoặc xác định họ hành động trong trường hợp sai sót, và các quyết định của tòa án này không thể bị các cơ quan nhà nước hoặc bất cứ ai khác phủ quyết. Ngoài ra, tòa có quyền áp đảo các quyết định của tất cả các tòa án liên bang khác, mặc dù không phải là một tòa án kháng cáo trong chính hệ thống tòa án Đức. Đây cũng là tòa án duy nhất sở hữu quyền lực và thẩm quyền tuyên bố các đảng chính trị là ngoài vòng pháp luật, nếu các biểu hiện hoặc hoạt động của các đảng bị chứng minh là vi hiến.
Mặc dù Tòa án Hiến pháp Liên bang kiểm tra phán quyết của các tòa án khác nhưng không thuộc vào các cấp bậc tòa án xét xử mà xem xét lại các quyết định này như một hành động của quyền lực quốc gia (Akte der Staatsgewalt), tương tự các cơ quan quốc gia khác. Tòa án Hiến pháp Liên bang có trụ sở tại thành phố Karlsruhe và được bảo vệ bởi cảnh sát liên bang.

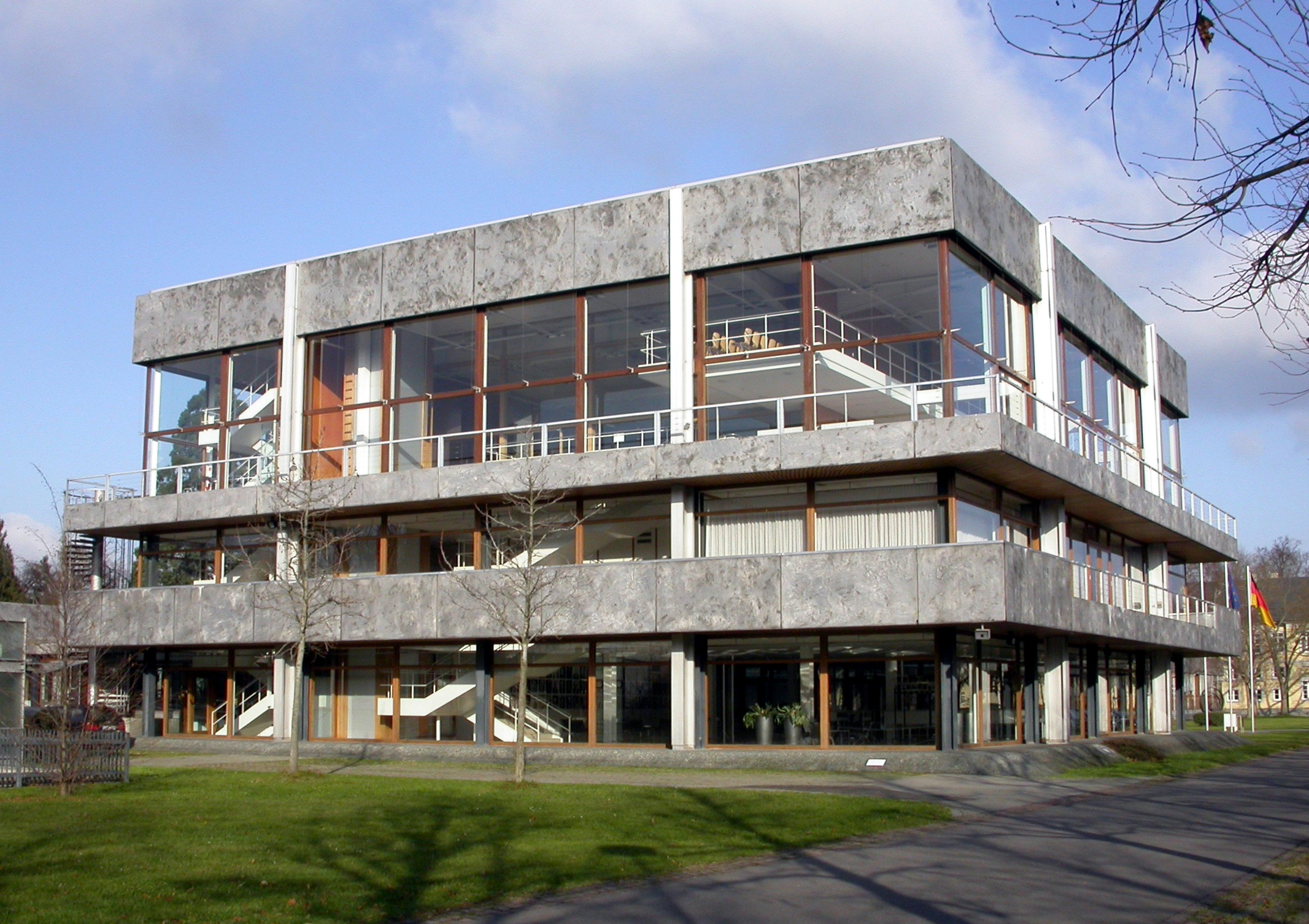
Tòa án Hiến pháp Liên bang tại Karlsruhe

## Lịch sử
Thẩm quyền xét xử hiến pháp tại nước Đức không phải là một phát minh sau Chiến tranh thế giới thứ hai. Ngay từ những thể chế như Pháp viện Đế chế (Reichskammergericht) từ 1495 và Hội đồng Đế chế (Reichshofrat) từ 1518 đã có sự hành luật giữa các cơ quan quốc gia. Theo Hiến pháp Paulskirchen 1849, Tòa án Đế chế (Reichsgericht) lẽ ra phải được trao thẩm quyền về hành luật hiến pháp. Năm 1850, với Tòa án Quốc gia Bayern, một tòa án đặc biệt đầu tiên cho những vấn đề chung quanh hiến pháp đã thành hình. Hiến pháp Weimar đã dự kiến một tòa án hiến pháp có giới hạn với Pháp viện Quốc gia (Staatsgerichtshof). Hiến pháp Đức đã dự kiến một hạ tầng cơ sở tư pháp sui generis với Tòa án Hiến pháp Liên bang từ năm 1949.
Thiết lập, nhiệm vụ và cơ cấu của Tòa án Hiến pháp được quy định trong các điều 92 đến 94 của Hiến pháp. Các quy định tiếp theo về tổ chức, thẩm quyền và luật tố tụng nằm trong Luật về Tòa án Hiến pháp Liên bang. Khác với các cơ quan hiến pháp còn lại, Tòa án Hiến pháp cần sự kiến lập thông qua đạo luật này. Tòa án bắt đầu làm việc 2 năm sau khi Hiến pháp có hiệu lực và vào ngày 9 tháng 9 năm 1951 các phán quyết đầu tiên được tuyên bố.

## Quyền lực ấn định và pháp lực
Tầm quan trọng đặc biệt của Tòa án Hiến pháp Liên bang được thể hiện trong điều 31, khoản 1 Luật về Tòa án Hiến pháp Liên bang:
Các phán quyết của Tòa án Hiến pháp Liên bang là bắt buộc đối với các cơ quan hiến pháp của liên bang và tiểu bang cũng như đối với tất cả các tòa án và cơ quan nhà nước.
Tác động bắt buộc về hình thức của một phán quyết chỉ có trong trường hợp cụ thể (inter partes). Không có bắt buộc về nội dung cho những tòa án khác đối với quan điểm pháp luật được tuyên xử. Điều này không có pháp lực. Nhưng quan điểm pháp luật của Tòa án Hiến pháp Liên bang là phương hướng chỉ đạo cho các tòa án cấp dưới, phần nhiều là được tuân theo. Rất hiếm có những khác biệt. Nhưng mỗi tòa án đều có thể theo một quan điểm pháp luật khác trong một trường hợp tương tự hay giống như vậy, khi tòa án cho rằng điều này là đúng.
Trong các trường hợp được nêu ra trong điều 31 khoản 2 Luật về Tòa án Hiến pháp thì các phán quyết của tòa lại có pháp lực và có hiệu lực cho tất cả mọi người (inter omnes). Về cơ bản đấy là quy trình mà Tòa án Hiến pháp Liên bang xác định là liệu một đạo luật có phù hợp với Hiến pháp hay không. Chỉ có Tòa án Hiến pháp Liên bang mới có thể tuyên bố một đạo luật được ban hành sau khi Hiến pháp có hiệu lực là trái với Hiến pháp (thẩm quyền bãi bỏ chuẩn mực - Normenverwerfungskompotenz). Nếu một tòa án khác hoài nghi về tính hợp hiến của một đạo luật thì tòa án này phải đưa ra Tòa án Hiến pháp Liên bang theo điều 100 Hiến pháp, nếu như quan trọng đến mức cần phải quyết định (kiểm tra chuẩn mực cụ thể - konkrete Normenkontrolle).

## Tổ chức và đoàn thẩm phán
Tòa được chia thành 2 viện (Senat) và 6 phòng (Kammer) với thẩm quyền chuyên môn khác nhau. Tòa có quyền thay đổi thẩm quyền của các viện và phòng thông qua quy định điều hành do chính tòa đưa ra. Kinh nghiệm tư pháp và trọng tâm của các thành viên ngày càng được quan tâm đến. Nói một cách đơn giản, trước đây có thể phân chia viện thứ nhất là "Viện về quyền công dân" và viện thứ hai là "Viện luật quốc gia": Viện thứ nhất có trách nhiệm về những câu hỏi của dẫn giải các điều 1 đến 17, 19, 20 khoản 4, 33, 38, 101, 103 và 104 của Hiến pháp, trong khi tranh chấp giữa những cơ quan hiến pháp hay vụ việc cấm đảng phái được đưa ra trước viện thứ hai. Ngày nay việc phân chia này không còn đúng nữa vì cả hai viện xét xử vụ việc tùy theo chuyên môn. Bằng mật độ kiểm tra cao qua việc hành luật, Tòa án Hiến pháp Liên bang đã hình thành mật độ điều chỉnh của hệ thống luật pháp Đức.
Khởi đầu, mỗi viện có 12 thẩm phán. Năm 1963, con số thẩm phán được giảm xuống còn 8, bao gồm cả chánh án và phó chánh án của Tòa án Hiến pháp Liên bang, mỗi người đứng đầu một viện. Một viện có khả năng phán quyết khi ít nhất có 6 thẩm phán hiện diện. Vì con số thẩm phán trong một viện là con số chẵn nên trường hợp hòa là có thể xảy ra. Người đề đơn hay người dẫn đầu cuộc khiếu nại thắng cuộc khi ít nhất có 5 thẩm phán đồng ý với quan điểm luật pháp của người đó.
Các viện triệu tập nhiều phòng trong lãnh vực làm việc của viện, bao gồm 3 thẩm phán mỗi phòng. Các phòng này quyết định về khiếu nại hiến pháp, về kiểm tra chuẩn mực cụ thể và về quy trình theo ủy ban điều tra của quốc hội thay cho viện và vì thế giảm gáng nặng cho viện. Trong thời gian này mỗi viện bao gồm 3 phòng. Theo đó thì một số thẩm phán là thành viên đồng thời của nhiều viện.
Trong một quyết định có đa số, những thẩm phán thuộc thiểu số, hoặc là từng thẩm phán một hoặc là cùng nhau, có khả năng thêm vào quyết định của tòa một biểu quyết đặc biệt dưới tựa đề "Ý kiến khác của thẩm phán...".
Để thống nhất việc phán quyết, tòa họp hội nghị toàn thể khi một viện không đồng ý với việc phán quyết của viện kia. Điều này cần đến một nghị quyết của viện không đồng ý. Hội nghị toàn thể bao gồm tất cả các thẩm phán, đứng đầu là chánh án. Cho đến ngày nay, hội nghị toàn thể được triệu tập 2 lần.
Vì nhiều quyết định được các cộng tác viên khoa học chuẩn bị trước nên một "viện thứ ba" thỉnh thoảng cũng được nói đến trong giới luật sư.

## Thẩm phán
Thẩm phán tại tòa án này là một danh dự nghề nghiệp cao. Các thẩm phán được bầu một nửa từ một ủy ban bầu cử thẩm phán đặc biệt của hạ viện và một nửa từ thượng viện. Họ có một nhiệm kỳ duy nhất là 12 năm, bảo đảm tính độc lập cá nhân. Trong khi tại Hội đồng Liên bang là một cuộc bầu cử trực tiếp với đa số 2/3 thì tại Quốc hội Liên bang một ủy ban bầu cử bao gồm 12 nghị sĩ được chọn lựa/bình bầu theo phương pháp d’Hondt để tiến hành cuộc bầu cử. Một ứng cử viên trúng cử khi có được ít nhất là 8 phiếu bầu. Trong đó 3 thẩm phán của mỗi một viện được chọn lựa từ các thẩm phán của các tòa án tối cao. Đủ điều kiện được lựa chọn là những người trên 40 tuổi và có năng lực cho chức vụ thẩm phán theo Luật Thẩm phán Đức hay là giáo sư luật tại một trường đại học Đức. Các thẩm phán phải có khả năng được bầu vào Quốc hội Liên bang và không được phép thuộc vào trong Quốc hội Liên bang, Hội đồng Liên bang, chính phủ liên bang hay các cơ quan tương ứng của một tiểu bang.
Theo điều 4 khoản 3 của bộ Luật về Tòa án Hiến pháp Liên bang, độ tuổi 68 là ranh giới cho các thẩm phán. Nhiệm kỳ của một thẩm phán chấm dứt khi hết tháng mà thẩm phán tròn 68 tuổi. Thế nhưng người thẩm phán này vẫn tiếp tục thi hành chức vụ cho đến khi một người kế nhiệm được bổ nhiệm. Chánh án và phó chánh án của Tòa án Hiến pháp Liên bang được luân phiên chỉ định bởi Quốc hội Liên bang và Hội đồng Liên bang theo điều 9 của bộ Luật về Tòa án Hiến pháp Liên bang. Thông thường đây là những người đứng đầu các viện và cũng theo lệ thường thì sau khi chánh án rút lui khỏi chức vụ thì người phó chánh án được chỉ định là người kế nhiệm. Là cơ quan hiến pháp, Tòa án Hiến pháp Liên bang không chịu sự kiểm tra và chỉ thị của cơ quan nhà nước.

### Viện thứ nhất
| Tên                                 | Bắt đầu nhiệm kỳ         | Chấm dứt nhiệm kỳ                           |
| ----------------------------------- | ------------------------ | ------------------------------------------- |
| Hans-Jürgen Papier (*1943)          | Tháng 2 năm 1998         | Tháng 2 năm 2010 (Thời hạn nhiệm kỳ)        |
| Evelyn Haas (*1949)                 | Tháng 9 năm 1994         | Tháng 9 năm 2006 (Thời hạn nhiệm kỳ)        |
| Udo Steiner (*1939)                 | Tháng 10 năm 1995        | Ngày 30 tháng 9 năm 2007 (Giới hạn độ tuổi) |
| Christine Hohmann-Dennhardt (*1950) | Tháng 1 năm 1999         | Tháng 1 năm 2011 (Thời hạn nhiệm kỳ)        |
| Wolfgang Hoffmann-Riem (*1940)      | Tháng 12 năm 1999        | Ngày 31 tháng 3 năm 2008 (Giới hạn độ tuổi) |
| Brun-Otto Bryde (*1943)             | Ngày 23 tháng 1 năm 2001 | Ngày 31 tháng 1 năm 2011 (Giới hạn độ tuổi) |
| Reinhard Gaier (*1954)              | Tháng 11 năm 2004        | Tháng 11 năm 2016 (Thời hạn nhiệm kỳ)       |
| Michael Eichberger (*1953)          | Tháng 4 năm 2006         | Tháng 4 năm 2018 (Thời hạn nhiệm kỳ)        |

### Viện thứ nhì
| Tên                          | Bắt đầu nhiệm kỳ         | Chấm dứt nhiệm kỳ                            |
| ---------------------------- | ------------------------ | -------------------------------------------- |
| Winfried Hassemer (*1940)    | Tháng 5 năm 1996         | Ngày 29 tháng 2 năm 2008 (Giới hạn độ tuổi)  |
| Siegfried Broß (*1946)       | Tháng 9 năm 1998         | Tháng 9 năm 2010 (Thời hạn nhiệm kỳ)         |
| Lerke Osterloh (*1944)       | Tháng 10 năm 1998        | Tháng 10 năm 2010 (Thời hạn nhiệm kỳ)        |
| Udo Di Fabio (*1954)         | Tháng 12 năm 1999        | Tháng 12 năm 2011 (Thời hạn nhiệm kỳ)        |
| Rudolf Mellinghoff (*1954)   | Ngày 23 tháng 1 năm 2001 | Ngày 23 tháng 1 năm 2013 (Thời hạn nhiệm kỳ) |
| Gertrude Lübbe-Wolff (*1953) | Tháng 4 năm 2002         | Tháng 4 năm 2014 (Thời hạn nhiệm kỳ)         |
| Michael Gerhardt (*1948)     | Tháng 7 năm 2003         | Tháng 7 năm 2015 (Thời hạn nhiệm kỳ)         |
| Herbert Landau (*1948)       | Tháng 10 năm 2005        | Ngày 30 tháng 4 năm 2016 (Giới hạn độ tuổi)  |

### Chánh án Tòa án Hiến pháp Liên bang
Tòa án Hiến pháp Liên bang có một chánh án. Ông là cấp trên của các nhân viên nhà nước của tòa án và theo nghi thức đứng sau tổng thống liên bang, chủ tịch quốc hội liên bang, thủ tướng cũng như chủ tịch hội đồng liên bang vào hàng thứ năm. Cho đến nay những người sau đây đã giữ chức vụ này: 
| Số thứ tự | Tên                                | Bắt đầu nhiệm kỳ | Chấm dứt nhiệm kỳ           |
| --------- | ---------------------------------- | ---------------- | --------------------------- |
| 1         | Hermann Höpker-Aschoff (1883–1954) | 7 tháng 9 1951   | 15 tháng 1 1954             |
| 2         | Josef Wintrich (1891–1958)         | 23 tháng 3 1954  | 19 tháng 10 1958            |
| 3         | Gebhard Müller (1900–1990)         | 8 tháng 1 1959   | 8 tháng 12 1971             |
| 4         | Ernst Benda (*1925)                | 8 tháng 12 1971  | 20 tháng 12 1983            |
| 5         | Wolfgang Zeidler (1924–1987)       | 20 tháng 12 1983 | 16 tháng 11 1987            |
| 6         | Roman Herzog (*1934)               | 16 tháng 11 1987 | 30 tháng 6 1994             |
| 7         | Jutta Limbach (*1934)              | 30 tháng 6 1994  | 10 tháng 4 2002             |
| 8         | Hans-Jürgen Papier (*1943)         | 10 tháng 4 2002  | dự tính đến 2010 (Nhiệm kỳ) |

### Phó chánh án Tòa án Hiến pháp Liên bang
| Số thứ tự | Tên                                  | Bắt đầu nhiệm kỳ | Chấm dứt nhiệm kỳ |
| --------- | ------------------------------------ | ---------------- | ----------------- |
| 1         | Rudolf Katz (1895–1961)              | 7 tháng 9 1951   | 23 tháng 7 1961   |
| 2         | Friedrich Wilhelm Wagner (1894–1971) | 19 tháng 12 1961 | 18 tháng 10 1967  |
| 3         | Walter Seuffert (1907–1989)          | 18 tháng 10 1967 | 7 tháng 11 1975   |
| 4         | Wolfgang Zeidler (1924 - 1987)       | 7 tháng 11 1975  | 20 tháng 12 1983  |
| 5         | Roman Herzog (*1934)                 | 20 tháng 12 1983 | 16 tháng 11 1987  |
| 6         | Ernst Mahrenholz (*1929)             | 16 tháng 11 1987 | 24 tháng 3 1994   |
| 7         | Jutta Limbach (*1934)                | 24 tháng 3 1994  | 14 tháng 9 1994   |
| 8         | Johann Friedrich Henschel (*1931)    | 29 tháng 9 1994  | 13 tháng 10 1995  |
| 9         | Otto Seidl (*1931)                   | 13 tháng 10 1995 | 27 tháng 2 1998   |
| 10        | Hans-Jürgen Papier (*1943)           | 27 tháng 2 1998  | 10 tháng 4 2002   |
| 11        | Winfried Hassemer (*1940)            | 10 tháng 4 2002  |                   |

## Thẩm quyền và các quy trình tố tụng

### Khiếu nại hiến pháp
Đọc bài chính về khiếu nại hiến pháp
Mỗi người công dân khi nhận thấy quyền công dân của mình bị xâm phạm vì hành động của nhà nước đều có thể đưa đơn khiếu nại. Khái niệm hành động quốc gia bao gồm tất cả các việc làm của quyền lực công cộng can thiệp vào quyền lợi của thể nhân pháp lý về quyền công dân. Trong đó là tất cả các hành vi của hành pháp, tư pháp và lập pháp. Cái gọi là "khái niệm can thiệp cổ điển", là thước đo chủ yếu cho đến 1992, định nghĩa đấy là một sự can thiệp:
- cuối cùng và không chỉ là hậu quả không cố ý của hành động quốc gia:* trực tiếp:* dựa trên một hành động pháp luật với tác động bắt buộc.

Quan niệm hiện đại về can thiệp từ bỏ các đặc trưng của một hành động pháp luật, của tính trực tiếp và của tác động bắt buộc và vì thế tạo khả năng có thể xem xét gần như cho mọi tác động của nhà nước.
Thế nhưng Tòa án Hiến pháp Liên bang không phải là tòa kháng án tối cao: việc các tòa án chuyên môn áp dụng một cách sai lầm các luật lệ đơn giản của không đủ cho một khiếu nại hiến pháp được xét xử nếu như các quan điểm về luật này không được bảo vệ bằng quyền công dân.
Có nhiều khiếu nại hiến pháp khác nhau:
- về luật và/hay các chuẩn mực khác của liên bang
- về luật và/hay các chuẩn mực khác của một tiểu bang, nếu như không có tòa án hiến pháp tiểu bang có thẩm quyền.
- về một quyết định của cơ quan nhà nước
- về một phán quyết tòa án
- về bất kỳ mọi hành động khác của nhà nước hay có thể xếp vào là hành động của nhà nước.

Pháp nhân cũng có thể khiếu nại về hiến pháp, nhưng chỉ khi các quyền công dân về cơ bản có thể áp dụng cho pháp nhân (điều 19, khoản 3 Hiến pháp), thí dụ như quyền tự do nghề nghiệp (điều 12 Hiến pháp) hay sở hữu (điều 14 Hiến pháp) nhưng không áp dụng cho quyền tự do tín ngưỡng (điều 4 Hiến pháp). Pháp nhân của nhà nước về nguyên tắc không có quyền khiếu nại.
Làng, đơn vị hành chính thấp nhất, hay liên hiệp làng có thể phát đơn khiếu nại hiến pháp với lý do là họ đã bị xâm phạm quyền tự quản hành chính. Trong trường hợp này người ta nói đó là một "khiếu nại hiến pháp hành chính".
Chỉ được phép khiếu nại hiến pháp khi người dẫn đầu khiếu nại không còn biện pháp luật nào khác nữa ("Nguyên tắc cấp thấp nhất"). Trường hợp ngoại lệ chỉ được phép khi không thể trông đợi người dẫn đầu khiếu nại tận dụng toàn bộ quy trình pháp luật và việc thi hành quyền công dân nếu không sẽ bị cản trở.
Khiếu nại hiến pháp là hình thức tố tụng thường xuyên và nhiều nhất. Phần lớn các tố tụng này không do các viện mà do một phòng quyết định, nếu như chúng đặt ra những câu hỏi về pháp luật đã được làm sáng tỏ hay rõ ràng là không có hay đã có căn cứ. Trong những trường hợp như thế, một phần tòa có thể phán quyết ngay từ đầu của quy trình tố tụng (a limine).
Không có một "bảo đảm xét xử" cho khiếu nại hiến pháp. Bên cạnh khả năng từ chối ngay từ đầu, từ năm 1993 với điều 93 Luật về Tòa án Hiến pháp Liên Bang, khả năng không tiếp nhận khiếu nại hiến pháp mà không cần nêu lý do được thành lập. Chỉ có 2,5% tất cả các đơn khiếu nại được xét xử. Việc này được giải thích theo chính sách về luật pháp là việc viện dẫn lý do chỉ cần thiết để khiếu kiện tại các cấp xét xử khác, thế nhưng tòa không thuộc vào các cấp tòa án khiếu kiện. Thêm vào đó, tòa có thể yêu cầu nộp phí tổn vì lợi dụng – cho quy trình tố tụng về mặt nguyên tắc là không có phí tổn tòa án. Thế nhưng trong thực tế tòa hiếm khi sử dụng khả năng này.

### Kiểm tra chuẩn mực cụ thể
Cho rằng một bộ luật nhất định là trái với Hiến pháp, một tòa án chuyên môn có thể thông qua nghị quyết để mở đầu cho quy trình tố tụng của kiểm soát chuẩn mực cụ thể (điều 100 Hiến pháp). Qua đó tòa án này tự gián đoạn quy trình tố tụng của tòa và đưa vụ việc này qua Tòa án Hiến pháp để xét xử. Chỉ có Tòa án Hiến pháp Liên bang mới có thể tuyên bố luật lệ trái với Hiến pháp và có độc quyền về thẩm quyền bãi bỏ chuẩn mực trong hệ thống pháp luật Đức.
Không được phép kiểm tra chuẩn mực cụ thể cho những luật lệ đã được ban hành trước khi Hiến pháp có hiệu lực. Tòa án chuyên môn và cơ quan nhà nước có thể tự bãi bỏ việc sử dụng các đạo luật này ngoại trừ các trường hợp dưới đây:
- Các thành phần cơ bản của đạo luật trước Hiến pháp đã bị sửa đổi sau khi Hiến pháp có hiệu lực
- Trích dẫn đạo luật trước Hiến pháp từ một đạo luật mới
- Đạo luật mới liên quan chặt chẽ đến đạo luật trước Hiến pháp
- Đạo luật trước Hiến pháp được tái công bố.

Trong một quy trình tố tụng, khi tính hiệu lực của chuẩn mực của một luật cộng đồng mang tính quyết định, một tòa án chuyên môn trước tiên cần phải có quyết định của Tòa án châu Âu. Khi Tòa án châu Âu xác nhận hiệu lực này, tòa án chuyên môn Đức cũng cần phải quyết định đưa ra Tòa án Hiến pháp Liên bang (theo áp dụng của điều 100, khoản 1 Hiến pháp), khi tòa án chuyên môn cho rằng chuẩn mực của Liên minh châu Âu này không có hiệu lực
- Vì vi phạm vào tiêu chuẩn tối thiểu của quyền công dân không thể thiếu được theo điều 23 Hiến pháp.
- Vì vượt quá thẩm quyền cộng đồng (ra ngoài "chương trình hòa hợp" của các hiệp định.)

### Kiểm tra chuẩn mực trừu tượng
Tòa án Hiến pháp Liên bang sẽ hoạt động theo yêu cầu của chính phủ liên bang, của một chính phủ tiểu bang hay ít nhất là của 1/3 thành viên của Quốc hội liên bang. Vì thế việc kiểm tra chuẩn mực trừu tượng tạo khả năng cho phái đối lập yêu cầu Tòa án Hiến pháp kiểm tra tính hợp pháp của một đạo luật được thông qua bởi đa số ủng hộ chính phủ.

### Tranh chấp cơ quan
Tranh chấp cơ quan là tranh chấp về pháp luật giữa những cơ quan quốc gia về quyền lợi và nghĩa vụ xuất phát từ địa vị đặc biệt trong luật lệ về hiến pháp, tức là xuất phát từ các quy định hay quy chế có trong sự tự quản lý hành chính của các cơ quan đó.

### Tranh chấp liên bang – tiểu bang
Tranh chấp liên bang – tiểu bang xảy ra khi có ý kiến khác nhau giữa liên bang và tiểu bang thí dụ như về vấn đề thẩm quyền ban hành luật lệ.

### Cấm đảng phái
Cấm đảng phái là quy trình theo điều 21 Hiến pháp. Quốc hội liên bang, Hội đồng liên bang và chính phủ liên bang có quyền phát đơn yêu cầu. Cho đến nay Đảng Đế chế Xã hội chủ nghĩa (1952) và Đảng Cộng sản Đức (1956) đã bị cấm. Việc cấm Đảng Quốc gia Dân chủ Đức đã bị Tòa đình chỉ vào năm 2003.

### Tước quyền công dân
Có quyền phát đơn là Quốc hội liên bang, Hội đồng liên bang và chính phủ liên bang. Trong lịch sử của tòa án đã có 4 lần xét xử về việc này: đọc bài chính về tước quyền công dân (Đức) và quy trình tố tụng tước quyền công dân (Đức).

### Kiểm tra bầu cử
Tòa là cấp xét xử thứ hai và là cấp cuối cùng trong việc kháng cáo về bầu cử quốc hội liên bang. Cấp xét cử thứ nhất chính là Quốc hội liên bang như là cơ quan tự quản. Thành viên của Quốc hội liên bang, Hội đồng liên bang, chính phủ liên bang hay ít nhất là 101 công dân có quyền bầu cử (quorum) có thể phát đơn "khiếu nại kiểm tra bầu cử". Thêm vào đó phải có lỗi lầm do cách làm việc hay không thực hiện trong lúc bầu cử có tác động đến việc chia số ghế trong Quốc hội liên bang.

### Khởi tố tổng thống liên bang hay khởi tố thẩm phán
Có quyền phát đơn khởi tố là Quốc hội liên bang, Hội đồng liên bang và chính phủ liên bang. Việc khởi tố này chưa từng xảy ra.

### Bảo hộ quyền lợi tạm thời
Cũng như theo tất cả các quy trình tố tụng khác, tòa có thể tuyên bố quyết định tạm thời cho đến khi quy trình tố tụng chính được quyết định (chỉ thị tạm thời theo điều 32 Luật về Tòa án Hiến pháp Liên bang).

## Phê bình Tòa án Hiến pháp Liên bang
Tuy có phê bình đổi thay, Tòa án đã phát triển một mật độ và tần số kiểm tra nổi bật so với quốc tế và đồng thời áp dụng việc tự hạn chế của tòa án (tiếng Anh: judicial self-restraint) rất nghiêm ngặt, một việc mà nhiều hệ thống tư pháp khác thường không quen thuộc trong sự kết hợp này (thí dụ như Tối cao Pháp viện Hoa Kỳ).
Quan niệm về hiến pháp được cho trước và tự phát triển liên tục đã làm cho Tòa trở thành một thể chế dân chủ riêng biệt, hưởng một sự tin tưởng có một không hai trong dân chúng và trên trường quốc tế người ta cho đó là một thí dụ cho việc kiểm tra pháp luật đã phát triển cao. Theo định nghĩa, vai trò của Tòa như là người bảo vệ Hiến pháp không những chỉ là việc kiểm tra sự độc đoán của nhà nước, mà còn là việc bảo toàn Hiến pháp một cách toàn bộ trong phát triển nội bộ của nước Đức và trong phạm vi của Liên minh châu Âu.
Tòa cộng tác với các tòa án hiến pháp hay tòa án tối cao của hơn 70 quốc gia khác và với vị trí là một cơ quan hiến pháp, Tòa là tấm gương cho các nước khác.

### Nội dung
Tại một số phán quyết có phê bình là Tòa đã tránh quyết định rõ ràng. Thí dụ như cái được gọi là "phán quyết khăn đội đầu" (về việc có được phép từ chối không nhận một cô giáo sắp tốt nghiệp vì cô có ý định đội khăn đầu theo đạo Hồi) được nhiều người cảm nhận là không thỏa mãn và có tính trì hoãn. Phê bình này được nghe thấy nhiều nhất là từ những phía hay xem Tòa là một cấp xét xử cuối cùng về sửa đổi chính trị. Tòa đã kháng cự thành công việc này từ khi được thành lập. Việc thực hiện sự tự hạn chế tòa án không cho phép tòa can thiệp vào việc phân chia nhiệm vụ của các cơ quan hiến pháp. Việc này cũng có thể nhìn thấy mới đây trong phán quyết về giải thể Quốc hội Liên bang (Đức) 2005.
Mặt khác, tại nhiều phán quyết đã có khiển trách từ phía chính trị là Tòa đã nới rộng thẩm quyền của Tòa đến phạm vi của một người thay thế lập pháp, mặc dù vai trò này theo Hiến pháp là của quốc hội. Thay vì tự giới hạn trong phạm vi về độc quyền và vượt quá giới hạn cho phép của lập pháp, Tòa đã đưa ra nhiều ý tưởng chính trị và xã hội riêng biệt và thiết lập nhiều quyết định trước về công bằng cho lập pháp, thường rất khó khăn cho ngân sách và về mặt khác không giống như những hình dung của giới chính trị.
Một phần khác, cả hai viện của Tòa án Hiến pháp Liên bang phán quyết khác nhau mặc dù đã có chuẩn mực về tính thống nhất cho hành luật, thí dụ như trong vấn đề liệu một bác sĩ có chịu trách nhiệm tài trợ cho một trẻ em tật nguyền hay không khi ông không giải thích rõ ràng về việc phá thai vì lý do sức khỏe.
Tòa án châu Âu về quyền con người cho rằng một vài quyết định của Tòa đã không bảo hộ đầy đủ về quyền con người, thí dụ như trong việc bảo vệ sự riêng tư những người của công chúng Tòa chỉ cho phép bảo vệ không giới hạn sự riêng tư cho con cái của những người này.

### Thành viên
Một phê bình khác là việc bầu thẩm phán của các chính trị gia sau khi đã có thỏa thuận trước giữa các đảng phái chính trị, đặc biệt là việc bổ nhiệm luân phiên. Thế nhưng một đề nghị của Bộ Tư pháp sẽ lại cắt xén bớt quyền hạn của quốc hội. Mặc dù là các thẩm phán thường là thành viên của một đảng phái nhưng không thể xác định được một khuôn mẫu có định hướng đảng phái hay quyền lợi trong các quyết định của họ.

## Một số phán quyết quan trọng

### Nhân phẩm
Không được định giá mạng đổi mạng, đó là cương lĩnh của phán quyết về Luật An ninh Hàng không 2005. Hiến pháp không cho phép nhà nước giết người vô tội để cứu người khác, trong mọi hoàn cảnh.

### Hôn nhân và gia đình
Tòa xác nhận vào năm 2001/2002 bộ Luật sống chung (Lebenspartnerschaftsgesetz) và chỉ rõ là sự bình đẳng của những người đồng tính luyến ái không mâu thuẫn với việc đặc biệt bảo hộ về hôn nhân và gia đình của quốc gia (điều 6 Hiến pháp). Hiến pháp đòi hỏi phải đặc biệt tích cực nâng đỡ hôn nhân và gia đình nhưng không "khuyên nhủ tránh xa" các hình thức chung sống khác.

### Tính bất khả xâm phạm của nơi ở
Năm 2004, một phần của các điều lệ về việc nghe trộm nơi ở được bãi bỏ vì vi phạm Hiến pháp. Thể theo quyền cơ bản về việc tự quyết định thông tin, Tòa định nghĩa "một phần lõi của cuộc sống cá nhân" không được xâm phạm đến, như là nơi ẩn náu cá nhân của người công dân, không được phép thâm nhập bởi các biện pháp của chính quyền và ngay việc truy tìm tội phạm cũng không phải là sự biện hộ cho việc xâm phạm này.

### Tự do tín ngưỡng
- Trong cái được gọi là "Phán quyết Scientology" năm 1994, Tòa định nghĩa tự do tín ngưỡng ngoài những điều khác là một quyền công dân tập thể và xuất phát từ đấy là sự tự do về tự quản của cộng đồng tôn giáo. Việc này không bị xâm phạm bởi việc hành nghề với ý định thu lợi nhuận khi cộng đồng tôn giáo có nhiệm vụ đăng ký hành nghề và trả thuế hành nghề.
- Trong "Quyết định thánh giá" năm 1995 Tòa đã tuyên bố nhiều phần của Luật Trường học Bayern, theo đó một thánh giá (tiếng Anh: crucifix) hay Thập Tự Giá phải được treo trong mỗi lớp học của trường phổ thông cấp I, là trái với Hiến pháp.
- Trong "Phán quyết khăn đội đầu" năm 2003 Tòa đã không cho phép tiểu bang Baden-Württemberg cấm quàng khăn trên đầu mà không có cơ sở pháp lý và không được phép từ đó mà cho rằng không đủ khả năng phục vụ cho nhà nước.

### Phá thai
Nhiều pháp quy về phá thai đã bị Tòa phán xử là trái với Hiến pháp vả bãi bỏ vì các quy định này không phù hợp với mức độ bảo vệ sinh mạng của Hiến pháp.

### Đại học và tự do nghề nghiệp
- Trong quyết định về giới hạn số lượng sinh viên, yêu cầu được phép học đại học được định nghĩa là một quyền công dân, thuộc về phạm vi được bảo hộ của quyền tự do về nghề nghiệp.
- Nhiều phần quan trọng của Luật khung về trường đại học (Hochschulrahmengesetz) của liên bang bị phán quyết là trái với Hiến pháp.

### Quyền lực quốc hội và lập pháp
- Trong quyết định về việc bỏ phiếu tín nhiệm của Helmut Kohl năm 1983 Tòa đã nhấn mạnh rằng việc giải thể quốc hội không được phép phục vụ cho việc tạo nên một thời điểm bầu cử tiếp theo đó có lợi cho chính phủ.
- Trong phán quyết về bầu cử mới năm 2005 các nguyên lý này được tiếp tục phát triển. Việc bỏ phiếu tín nhiệm thật và không thật được chỉnh lại ngang nhau theo mục đích của điều 68 Hiến pháp. Thủ tướng cũng được cho phép dựa trên những hoàn cảnh được giấu kín để hỗ trợ cho đề nghị giải thể của ông. Tòa lại một lần nữa tự thực hiện việc judicial self-restraint và giảm thẩm quyền của Tòa trong phân chia quyền lực của các cơ quan hiến pháp.

## Thư viện
Tòa án Hiến pháp Liên bang có một thư viện nội bộ chuyên môn dành cho thành viên của Tòa sử dụng với trọng tâm về Luật quốc gia và hiến pháp, Luật hành chính, Lý thuyết về quốc gia và xã hội, chính trị và lịch sử đương đại. Tháng 3 năm 2005 thư viện có vào khoảng 345.300 đầu sách và tăng mỗi năm vào khoảng 6.000 đến 7.000 đầu sách. Tổng số tạp chí bao gồm khoảng 1.000 tờ được đặt thường xuyên. Ngoài ra trong cơ quan lưu trữ báo chí cạnh bên tất cả các báo chí có liên quan đến Tòa được sưu tập, hằng ngày có trong khoảng từ 20 đến 30 nhật báo và tuần báo được đánh giá.